# 贝克圣母村
贝克圣母村（法語：Notre-Dame-du-Bec，法語發音：[nɔtʁə dam dy bɛk]）是法国滨海塞纳省的一个市镇，属于勒阿弗尔区。

## 地理
贝克圣母村（49°35'37"N, 0°12'43"E）面积3.99 平方千米，位于法国诺曼底大区滨海塞纳省，该省份为法国北部沿海省份，其西部及北部濒大西洋英吉利海峡，东起顺时针与索姆省、瓦兹省、厄尔省和卡爾瓦多斯省接壤。
与贝克圣母村接壤的市镇（或旧市镇、城区）包括：圣马丹迪贝克、罗勒维尔、蒂尔托。

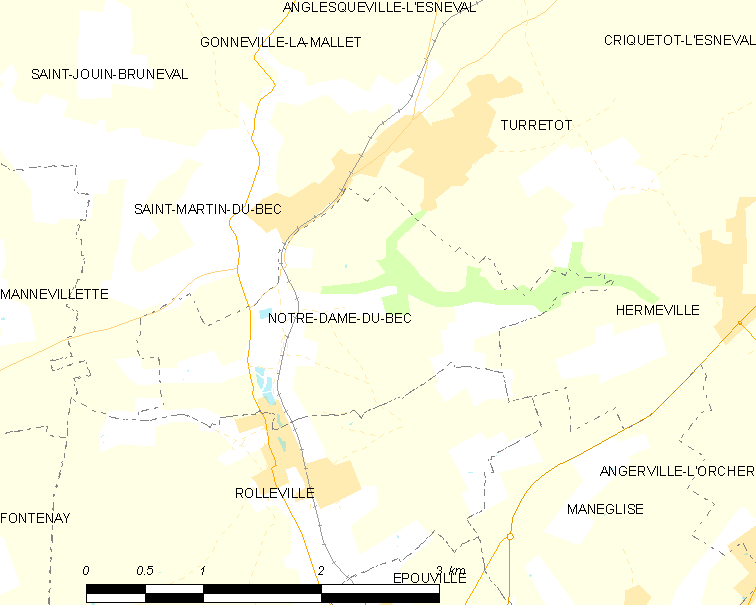
贝克圣母村的OSM定位图

贝克圣母村的时区为UTC+01:00、UTC+02:00（夏令时）。

## 行政
贝克圣母村的邮政编码为76133，INSEE市镇编码为76477。

## 政治
贝克圣母村所属的省级选区为滨海奥克特维尔县。

## 人口

1962-2008年间贝克圣母村人口变化图示

贝克圣母村于2022年1月1日时的人口数量为477人。